# Avenida Brasil (São Paulo)
A Avenida Brasil é uma importante via da cidade de São Paulo, situada no distrito do Jardim Paulista, que tem início na Avenida Brigadeiro Luís Antônio, e término na Avenida Rebouças, ligando regiões valorizadas da cidade, como os bairros de Pinheiros, Jardim América, Jardim Paulistano, Jardim Europa e Ibirapuera.

## Características
Com 2,3 quilômetros de extensão, a avenida tem como regra de zoneamento a construção apenas de edifícios com até doze metros de altura. Entre o início, na esquina com a Avenida Brigadeiro Luís Antônio, e a esquina com a Rua Colômbia é permitida a instalação de bancos, consulados e escritórios de profissionais liberais. No trecho a partir da Rua Colômbia e até o final da avenida, na esquina com a Avenida Rebouças, podem ser instalados orfanatos, museus, bibliotecas, serviços de saúde e showrooms — exceto de motocicletas —, e pode ser exercido ainda o comércio de alimentação, desde que sem consumo no local.
José Eduardo de Assis Lefevre, professor da Faculdade de Arquitetura e Urbanismo da Universidade de São Paulo escreveu em artigo para o jornal O Estado de S. Paulo que a Brasil é "uma das mais bonitas avenidas da cidade". Ele destaca o canteiro central, largo, ajardinado e arborizado e o "recuo generoso das construções", além dos jardins e árvores presentes nesses recuos.

## História
A avenida foi projetada para cortar a região da cidade conhecida como Jardins, que foi projetada para ser um grande jardim, e concentrar grandes mansões. O loteamento foi feito pela Companhia City, que impôs em contrato que os fechamentos dos terrenos para a rua deveriam ser baixos e não poderiam impedir a visão dos imóveis. Industriais e profissionais liberais bem-sucedidos passaram a procurar a avenida para construir suas casas, onde poderiam demonstrar sua riqueza nas respectivas fachadas. Até os anos 1960 apenas uma igreja, a Nossa Senhora do Brasil, até hoje na esquina com a Rua Colômbia, dividia espaço com residências na avenida. De acordo com o jornal O Estado de S. Paulo, ela foi o "símbolo de riqueza e modernidade no início do século XX", mas passou a ter sinais de progressiva decadência no início do século XXI em meio à pujança do Jardim América, com diversos imóveis vazios, demolidos ou abandonados. Um dos motivos para isso é o alto valor de venda e locação dos imóveis de alto padrão, que, segundo um diretor da Empresa Brasileira de Estudos do Patrimônio em entrevista ao Estadão, teriam dobrado de preço em relação à média cobrada em 2005. O valor do metro quadrado é até menor que em outros lugares valorizados da cidade — cinquenta reais, contra 120 reais na Avenida Brigadeiro Faria Lima, por exemplo —, mas o tamanho das propriedades faz com que os aluguéis sejam mais altos. Outro motivo seriam as irregularidades em diversos imóveis, construídos como mansões, mas que precisam de reformas para abrigar estabelecimentos comerciais.